# Dinastia alawita
La dinastia alawita (in arabo الأسرة العلوية‎?, al-Usra al-ʿAlawiyya), chiamata anche dinastia di Muhammad ʿAli, dal nome del suo capostipite e fondatore dell'Egitto moderno, regnò sull'Egitto dal 1805 alla sua deposizione nel 1953, oltreché sul Sudan Anglo-Egiziano dal 1899 al 1953.
Poiché molti dei suoi membri ebbero il titolo di chedivè, è anche detta dinastia chediviale.

## Genealogia
```
Mehmet Ali
 (1769-1849)
│
├── 
Ibrāhīm Pascià
 (1789-1848)
│   │
│   ├── 
Muḥammad Bey

│   │
│   ├── 
Ismāʿīl Pascià
 (1830-1895)
│   │   │
│   │   ├── 
Tawfīq Pascià
 (1852-1892)
│   │   │   │
│   │   │   ├── 
Nazlī bint Muḥammad

│   │   │   │
│   │   │   ├── 
ʿAbbās Ḥilmī II
 (1874-1944)
│   │   │   │   │
│   │   │   │   ├── Amīna (1895-1954)	
│   │   │   │   │
│   │   │   │   ├── ʿAṭiye Allāh (1896-1971)
│   │   │   │   │
│   │   │   │   ├── Fetḥiye (1897-1923)
│   │   │   │   │
│   │   │   │   ├── 
Muḥammad ʿAbd al-Munʿim
 (1899-1979)
│   │   │   │   │   = 
Fāṭma Nazlishāh
 (1921-viv.)
│   │   │   │   │     │
│   │   │   │   │     ├── 
ʿAbbās Ḥilmī
 (1941-viv.)
│   │   │   │   │     │   = Mediha Mumtaz (1945-viv.)
│   │   │   │   │     │   │
│   │   │   │   │     │   ├── Sabiha Fāṭma (1974-viv.)
│   │   │   │   │     │   │
│   │   │   │   │     │   └── Dāwūd ʿAbd al-Munʿim (1979-viv.)
│   │   │   │   │     │
│   │   │   │   │     └── Iqbāl (1944-viv.)
│   │   │   │   │
│   │   │   │   ├── Luṭfiye Shawkat (1900- ?)
│   │   │   │   │
│   │   │   │   └── Muḥammad ʿAbd al-Qādir (1902-1919)
│   │   │   │
│   │   │   ├── Muḥammad ʿAlī
│   │   │   │
│   │   │   ├── Hadice
│   │   │   │
│   │   │   └── Niʿmatullāh Muḥammad (1881–1965)
│   │   │       = 
Kamāl al-Dīn Ḥusayn
 (1874-1932)
│   │   │ 
│   │   ├── 
Ḥusayn Kāmil
 (1852-1917)
│   │   │   │
│   │   │   └── 
Kamāl al-Dīn Ḥusayn
(1874-1932)
│   │   │       = Niʿmatullāh Muḥammad (1881–1965)
│   │   │ 
│   │   └── 
Fu'ad I d'Egitto
 (1868-1936)
│   │       = 
Shwikar Hānum Effendi
 (1876–1947)
│   │       │
│   │       ├── Ismāʿīl (1896-1896)
│   │       │
│   │       └── Fawzia (1897–1974)
│   │
│   │       = 
Nazlī Ṣabrī
 (1894–1978)
│   │       │
│   │       ├── 
Fārūq I d'Egitto
 (1920–1965)
│   │       │   = 
Farīda
 (1921-1988)
│   │       │   │
│   │       │   ├── Feryāl (1938–2009)
│   │       │   │
│   │       │   ├── 
Fawzia Fārūq
 (1940–2005)
│   │       │   │
│   │       │   └── Fadia (1943–2002)
│   │       │
│   │       │   = 
Narriman Sadiq
 (1933-2005)
│   │       │   │
│   │       │   └── 
Fuʾād II d'Egitto
 (1952-viv.) - sposò 
Dominique-France Loeb-Picard
 (1948-viv.)
```

```
                       1. 
Muhammad Ali d'Egitto (1979-viv.)
 - ha sposato Noal dell'Afghanistan (1978-viv.):
```

```
                             1. Fuad Zaher Hassan (2017-viv.)
```

```
                             2. Farah-Noor (2017-viv.)
```

```
                       2. 
Fawzia Latifa
 (1982-viv.)- ha sposato Sylvain Jean-Baptiste Alexandre Renaudeau (1979-viv.):
```

```
                              1.Noel Fuad Jean (2019-viv.)
```

```
                              2. Dunya Nariman Adele (2021-viv.)
```

```
                      3. 
Fakhruddin
 (1987-viv.)
│   │       │
│   │       ├── 
Fawzia
 (1921–2005)
│   │       │    = 
Mohammad Reza Pahlavi
 (1919-1980)
│   │       │
│   │       ├── Faiza (1923–1994)                                                                                             
│   │       │   
│   │       ├── Faika (1926–1983)
│   │       │
│   │       └── Fetḥiye (1930–1976)
│   │
│   ├── Aḥmad Rifaʿat
│   │
│   └── Muṣṭafā Bahjat ʿAlī Fāḍil
│
├── 
Ṭūsūn Pascià
 (1794-1816)
│   │
│   └── 
'Abbās I d'Egitto
 (1816-1854)
│       │
│       ├── Ibrāhīm Ilhāmī
│       │
│       ├── Muṣṭafā
│       │
│       ├── Ḥāwwāʾ
│       │
│       ├── Muḥammad Ṣadīq
│       │
│       └── ʿĀʾisha Ṣadīqa
│ 
├── 
Saʿīd Pascià
 (1822-1863)
│
└── 
Aḥmad Rifaʿat Pascià
 (1825-1858)
```